# Serranus tigrinus
Serranus tigrinus är en fiskart som först beskrevs av Marcus Élieser Bloch, 1790.  Serranus tigrinus ingår i släktet Serranus och familjen havsabborrfiskar. IUCN kategoriserar arten globalt som livskraftig. Inga underarter finns listade i Catalogue of Life.